# Idioma sotho septentrional
El sotho septentrional (autoglotónimo: sesotho sa leboa; también conocido como soto norteño o sepedi) es una lengua africana hablada en el África Austral, más específicamente en el norte de Sudáfrica. Entre la familia de lenguas níger-congo, forma parte del grupo bantú, subgrupo sotho.
En Sudáfrica alrededor de 3,7 millones de personas consideran ésta su lengua materna.
Existe cierta confusión sobre el uso del nombre sepedi para esta lengua; en Sudáfrica oficialmente se le conoce por este nombre; sin embargo, generalmente se conoce como sepedi tan solo a un dialecto de esta lengua.
- Datos: Q33890
- Multimedia: Northern Sotho language / Q33890